# Kildare (by)
Kildare (irsk: Cill Dara, "kirke af eg") er en by i County Kildare, i provinsen Leinster, Irland. I 2022 havde den et indbyggertal på 10.302, hvilket gør den til den syvendestørste by i County Kildare. I byen ligger Kildare Cathedral, og tidligere et vigtig kloster der siges at være blevet grundlagt af sankt Brigid af Kildare i 400-tallet. Desuden findes ruinerne af Kildare Castle, der blev opført i 1100-tallet. The Curragh ligger øst for byen
Kilade ligger på R445, omkring 50 km vest for Dublin, hvilket er tæt nok på hovedstaden til at den er blevet en pendlerby, selvom Kildare selv er et regionalt centrum. Kildare har lagt navn til countiet, men Naas er county town.